# Blek snöfink
Blek snöfink (Pyrgilauda blanfordi) är en fågel i familjen sparvfinkar inom ordningen tättingar som huvudsakligen förekommer i bergstrakter i västra Kina. IUCN kategoriserar den som livskraftig.

## Utseende
Blek snöfink är en 15 centimeter lång ostreckad sparvfink. Nacke och halssidor är kanelfärgade, strupen är svart och en tunn svart strimma delar det vita ögonbrynsstrecket itu. Till skillnad från liknande rödhalsad snöfink (Montifringilla ruficollis) saknar den vingband.

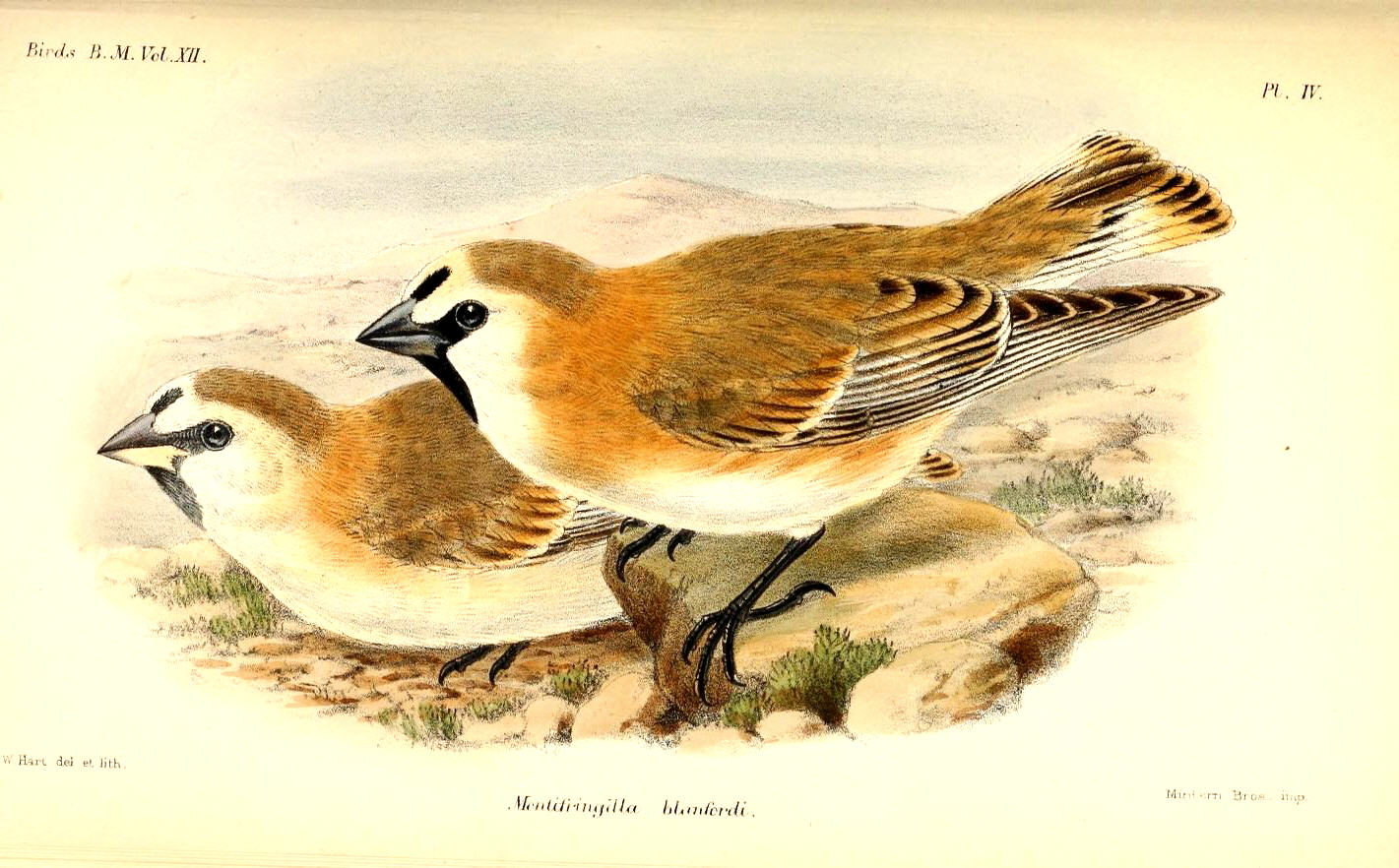
Blek snöfink illustrerad av William Hart i Catalogue of the birds in the British Museum från 1888.

## Läten
Den snabba och kvittriga sången avges från marken eller i sångflykt.

## Utbredning och systematik
Blek snöfink delas upp i tre underarter med följande utbredning:
- Pyrgilauda blanfordi ventorum – förekommer i bergstrakter i västcentrala Kina (från sydöstra Xinjiang till västra Qinghai)
- Pyrgilauda blanfordi barbata – förekommer i bergstrakter i västra Kina (från nordöstra Qinghai till Nan Shan-bergen)
- Pyrgilauda blanfordi blanfordi – förekommer i bergstrakter från Tibet till Sikkim och västra Kina; flyttar till Indien

Den har liksom övriga arter i Pyrgilauda tidvis placerats i Montifringilla.

## Levnadssätt
Blek snöfink hittas i mycket höglänta områden på mellan 4000 och 5500 meters höjd, på torra sandslätter och i steniga miljöer intill grässtäpp och bebyggelse. Den springer fram på marken i par eller småflockar och gräver med benen och näbben efter frön och insekter. Vintertid ses den födosöka intill hus och boplatser. Fågeln sällskapar också ofta med pipharar och sorkar i vars hålor de häckar i maj och början av juni, ofta i lösa kolonier.

## Status och hot
Arten har ett stort utbredningsområde och en stor population med stabil utveckling och tros inte vara utsatt för något substantiellt hot. Utifrån dessa kriterier kategoriserar internationella naturvårdsunionen IUCN arten som livskraftig (LC). Världspopulationen har inte uppskattats men den beskrivs som lokalt vanlig.

## Namn
Fågelns vetenskapliga artnamn hedrar William Thomas Blanford (1832-1905), engelsk geolog, zoolog och samlare av specimen i bland annat Indien.